# Mentalista
Mentalista est une start-up française, spécialisée dans les neurotechnologies et les interfaces cerveau-machine.

## Activité
Créée en 2017 par Bastien Didier, Mentalista développe une solution hardware et software qui permet de collecter, analyser et actionner les ondes cérébrales, dans le but d'analyser les états comportementaux ou de contrôler des objets connectés par la pensée.
Mentalista accompagne les industriels dans l’intégration des interfaces cerveau-machine dans les casques du quotidien (audio, de sécurité, de réalité virtuelle…) pour créer de nouvelles applications.

## Mentalista Foot
A l'origine de la société, un algorithme de classification des images mentales qui a permis la création de Mentalista Foot, le football par la pensée. Mentalista Foot ne sollicite que le cerveau et s’affranchit de la condition physique nécessaire à la pratique du sport. Pour l’emporter il faut faire bouger une balle physique jusque dans la cage de son adversaire en visualisant son mouvement mentalement. Mentalista Foot explore, par le jeu, une nouvelle manière d'interagir avec les produits grâce au cerveau.